# Club des patineurs de la métropole Croix-Lille-Roubaix-Tourcoing
Le Club des patineurs de la métropole Croix-Lille-Roubaix-Tourcoing est un club français de hockey sur glace.

## Historique
Quelque temps avant les J.O. de Grenoble, Lille installe sa première patinoire artificielle à l'occasion de la foire municipale. Les joueurs locaux découvrent le hockey mais doivent évoluer sur la glace de Boulogne-Billancourt car celle du Nord n'est pas aux normes.
C'est finalement en 1966 que les hockeyeurs lillois s'installent à Croix. Le club est fondé la même année et devient le premier club non alpin ou de la région parisienne à participer aux championnats français.
Le club joue 12 saisons en 1re série, appellation du Championnat de l’élite à l’époque mais sans jamais atteindre le haut du tableau pour autant. En 1979, le club est relégué en seconde division et entame une longue descente aux enfers jusqu'à la fermeture de la patinoire durant la saison 1990-1991 pour des motifs de rentabilité, l'exploitation étant confiée à une société privée se souciant peu de l'avenir du club de hockey sur glace local.

### La Coupe de France
Finalement, c'est la Coupe de France qui apporte les plus belles heures de gloire au club nordiste.
La première finale est atteinte en 1975. La première édition de la Coupe se joue sans les clubs de Nationale A, ce qui permet aux outsiders, Croix et Tours d'arriver en finale. Les Mammouths de Tours s'imposent sur le score de 4 buts à 3 et remportent le premier trophée.
C'est quatre ans plus tard que le club de la métropole lilloise revient en finale. Lors de cette Coupe de France de hockey sur glace 1977-1978, Croix commence par s'imposer à Caen, autre pensionnaire de Nationale A. Au tour suivant, les quarts de finale, Croix doit se déplacer chez les Français Volants de Paris, champions de Nationale B. Le déplacement n'est pas sans danger puisque, plus tôt dans la saison, les Parisiens s'étaient imposés 10 buts à 3 en terre nordiste, dans le cadre du Challenge National. Pourtant les Croisiens s'imposent 8 à 2. Les demi-finales sont organisées sous la forme de matchs aller-retour. Le CPM est confronté à Villard-de-Lans, une des meilleures formations nationales puisque vice-championne de France cette année-là, derrière Gap. Le match aller est décisif puisque les nordistes s'imposent 4-1 en terre villardienne. Les Ours, dégoûtés de cette défaite, ne feront même pas le voyage lointain et laisseront ainsi le CPM aller en finale où ils retrouvent Tours pour une revanche de la finale de 1975. La finale commence par un net avantage pour les Tourangeaux. Le jeune gardien, Christophe Courcot a beau faire un grand match, Tours mène 3-0 après 25 minutes de jeu. C'est à ce moment-là que les Nordistes se réveillent et profitant d'une baisse de régime adverse, égalisent à 3-3 par Patrick Francheterre. À 13 minutes du terme, Tours reprend l'avantage mais finalement, Francheterre marque de nouveau et envoie les deux équipes en prolongation. Pascal del Monaco puis Patrick Sawyerr donne ensuite un avantage décisif aux joueurs de Tours.

## Palmarès
- Coupe de France :
  - Finaliste (2) : 1975 et 1978.

### Résultats saison par saison
| Saison    | Division    | Classement      | Note                      |
| --------- | ----------- | --------------- | ------------------------- |
| 1966-1967 | 1re Série   | 8e              | Maintien                  |
| 1967-1968 | 1re Série   | 8e              | Maintien                  |
| 1968-1969 | 1re Série   | 9e              | Maintien                  |
| 1969-1970 | 1re Série   | 8e              | Maintien                  |
| 1970-1971 | 1re Série   | 9e              | Maintien                  |
| 1971-1972 | 1re Série   | 9e              | Relégation en 2de Série   |
| 1972-1973 | 2de Série   | -               | Montée en 1re Série       |
| 1973-1974 | 1re Série   | -               | Maintien                  |
| 1974-1975 | 1re Série   | -               | Maintien                  |
| 1975-1976 | 1re Série   | -               | Maintien                  |
| 1976-1977 | 1re Série   | 8e              | Maintien                  |
| 1977-1978 | 1re Série   | 9e              | Maintien                  |
| 1978-1979 | 1re Série   | 10e             | Relégation en Nationale B |
| 1979-1980 | Nationale B | 4e              | Maintien                  |
| 1980/1981 | Nationale B | forfait         | -                         |
| 1981-1982 | -           | -               | -                         |
| 1982-1983 | Nationale C | 4e              | Maintien                  |
| 1983-1984 | Nationale C | 4e              | Maintien                  |
| 1984-1985 | Nationale C | 4e              | Maintien                  |
| 1985-1986 | Division 3  | NC              | Maintien                  |
| 1986-1987 | Division 3  | ?               | Maintien                  |
| 1987-1988 | Division 3  | 2d (poule Nord) | Maintien                  |
| 1988/1989 | Division 3  | 7e              | Maintien                  |
| 1989-1990 | Division 3  | 3e (poule Nord) | Maintien                  |
| 1990-1991 | Division 3  | 11e             | Disparition du club       |